# Neomohunia pyramida
Neomohunia pyramida är en insektsart som beskrevs av Li och Chen 1999. Neomohunia pyramida ingår i släktet Neomohunia och familjen dvärgstritar. Inga underarter finns listade i Catalogue of Life.